# Cassella
A Cassella Farbwerke Mainkur Aktiengesellschaft foi uma indústria química sediada em Frankfurt am Main.

A empresa originou-se de uma loja de especiarias fundada em 1798 por Leopold Cassella. Depois a empresa negociou com corantes. Em 1870 foi fundada uma fábrica de corantes. Em 1925 a empresa foi incorporada pela nova IG Farben. Após a Segunda Guerra Mundial a companhia foi reestabelecida com a denominação Cassella Farbwerke Mainkur AG, adquirida pela Hoechst AG em 1969.

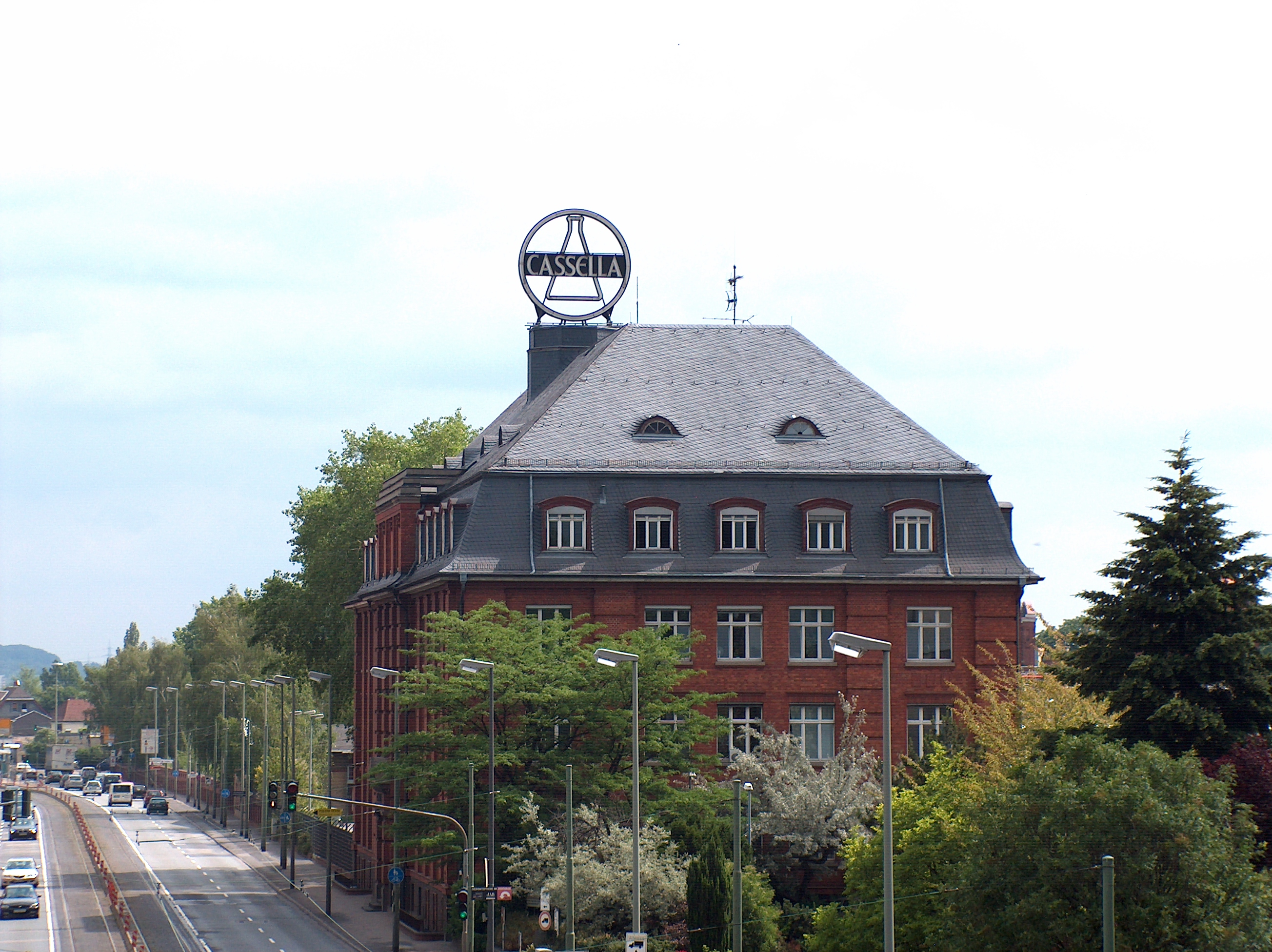
Prédio histórico da Cassella em Fechenheim, Frankfurt am Main